# Mollemeta edwardsi
Genre
Espèce
Synonymes
- Landana edwardsi Simon, 1904

Mollemeta edwardsi, unique représentant du genre Mollemeta, est une espèce d'araignées aranéomorphes de la famille des Tetragnathidae.

## Distribution
Cette espèce est endémique du Chili.

## Description
La femelle holotype mesure 9 mm.

## Publications originales
- Simon, 1904 : Étude sur les arachnides du Chili recueillis en 1900, 1901 et 1902, par MM. C. Porter, Dr Delfin, Barcey Wilson et Edwards. Annales de la Société entomologique de Belgique, vol. 48, p. 83-114 (texte intégral).
- Álvarez-Padilla, 2007 : Systematics of the spider genus Metabus O. P.-Cambridge, 1899 (Araneoidea: Tetragnathidae) with additions to the tetragnathid fauna of Chile and comments on the phylogeny of Tetragnathidae. Zoological Journal of the Linnean Society, vol. 151, p. 285-335.